# 6 Regiment Pieszy Łanowy

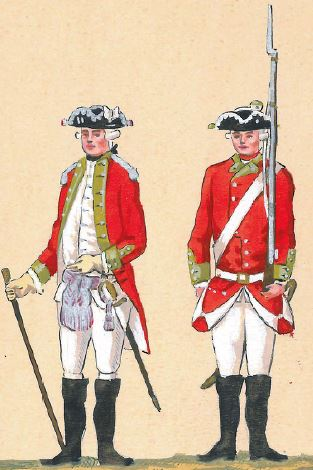
Żołnierze regimentu Łanowego w 1775

6 Regiment Pieszy Łanowy – oddział piechoty armii koronnej wojska I Rzeczypospolitej.

## Formowanie i zmiany organizacyjne
Regiment ten nazywano łanowym, gdyż powstał po likwidacji instytucji piechoty łanowej. Nawiązywał do tradycji piechoty wybranieckiej. Dyskusję nad wskrzeszeniem piechoty łanowej podjęto po raz kolejny w 1726 roku. Ostatecznie pułk sformowano w 1729 roku z dawnych wybrańców batorowskich. Początkowo nazywany "Gwardią Łanową".
Świeżo utworzony regiment łanowy w 1730 roku liczył 672,5 stawki żołdu i dzielił się na sztab i 6 kompanii po 90—94 stawki. Faktyczna jego liczebność wynosiła 403 żołnierzy w tym 300 szeregowych (po 50 w kompaniach). Najbardziej okazałych żołnierzy dobierano do kompanii grenadierskiej. Z każdych dziesięciu żołnierzy wybierano też starszego szeregowego (gefrajtera). Podoficerów mianował szef regimentu spośród zaproponowanych przez kapitanów żołnierzy wyróżniających się i piśmiennych, a oficerów mianował hetman na wniosek szefa jednostki.
Sejm roku 1776 ułożył nowy etat wojska, zmieniając znacznie jego strukturę. Regiment miał liczyć 6 kompanii, w sumie 353 żołnierzy, a praktycznie w 1778 roku 344 głowy W 1786 roku nadal liczył 353 żołnierzy. Wchodził w skład Dywizji Wielkopolskiej.
W 1775 roku ujednolicono uzbrojenie podoficerów i szeregowych, odbierając tym pierwszym broń krótką, a oficerom pozostawiając jedynie szpady. 
W 1786 roku wprowadzono numeracje regimentów piechoty od 1 do 14. Regiment gwardii pozostał bez numeru.
Początkowo był nazywany "Gwardią Łanową". Automatycznie zajął ostatnie wolne, tzn. 6. miejsce. Przez większość czasu swojego istnienia nosił numer 6. Wyjątkiem były lata 1790-1791, kiedy to dwukrotnie zmieniał numer: najpierw na 9., następnie na 7.
W styczniu 1792 powrócił do numeru 6. i występował pod nim aż do końca swojego istnienia.
Reformy Sejmu Wielkiego zwiększyły stany polskiej piechoty w poszczególnych regimentach. Etaty z października 1789 i maja 1792 roku zakładały istnienie regimentu składającego się z dwunastu kompanii uszykowanych w trzy bataliony, w tym jeden grenadierski i dwa fizylierskie. W praktyce nigdy takiej organizacji nie osiągnięto. Jedynie w 1790 rozbudowano regiment o dwie kompanie. W przededniu wojna w obronie Konstytucji 3 maja 6 regiment piechoty łanowej szefostwa Jana Brodowskiego liczył 1113 żołnierzy.
Liczebność regimentu w 1792 roku wynosiła 934 osoby, w maju 1794  1025, a we wrześniu 1193 żołnierzy.

### Regiment w powstaniu kościuszkowskim

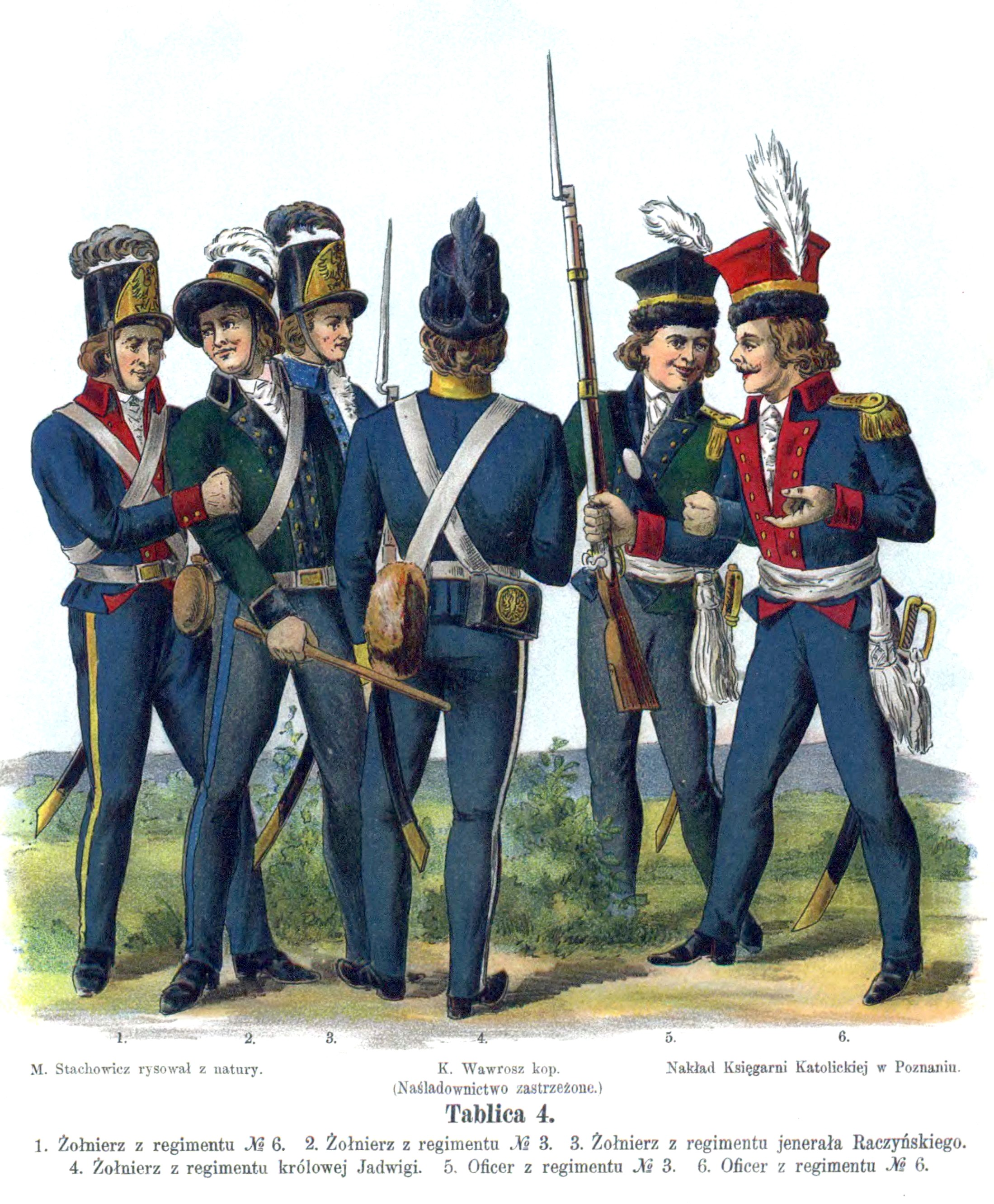
Żołnierz (1.) i oficer (6.) 6 regimentu

W marcu 1794 regiment liczył około 700 żołnierzy. Do 7 maja regiment wcielił  217 rekrutów, w czerwcu 276, w lipcu – 174, w sierpniu – 68, we wrześniu – 445. Od 1 maja do 27 września regiment stracił w zabitych, dezerterach, uwolnionych i zaginionych 746 ludzi. Jeśli uwzględnić straty pod Racławicami (minimum 60 osób) i nieznane dokładnie uzupełnienia między 15 a 30 kwietnia, to liczba ogólna strat wynosiła ponad 800 osób, a uzupełnień do 1410 żołnierzy. Pod koniec września regiment liczył 1193 żołnierzy. Brakowało do dwubatalionowego etatu w sztabie niższym 2 ludzi, a ponadto 6 felczerów, 16 cieśli i 222 gemejnów – razem 246 głów. Na uzbrojeniu regiment posiadał 838 karabinów.
Żołnierze regimentu
W okresie insurekcji kościuszkowskiej jednostką dowodził płk Maciej Szyrer. Jego zastępcą był  ppłk Stanisław Dembowski. Pierwszym majorem był Kacper Maffler, drugim – Wincenty Podczaski. Po odejściu ppłk. Dembowskiego awansował na podpułkownika mjr Maffler, a majorostwo po nim otrzymał dotychczasowy kapitan z kompanią Ignacy Podczaski. Z oficerów urlopowanych nie zgłosili się do jednostki: zamieszkały za kordonem pruskim sztabskpt. Więckowski, sztabskpt. Brzozowski, por. Raczyński, uznany za niezdolnego do służby por. Pigłowski, ppor. Kisielnicki i chor. Rogowski. Zginęli pod Racławicami por. Kierski i chor. Dzieżbicki, pod Szczekocinami – por. Kurowski i chor. Rakowski. W lipcu pod Warszawą zginął kpt. z kompanią Lisiatycki.

## Barwy regimentu
- po 1776: wyłogi jasnozielone (papużaste), guziki srebrne[17]

Opisy umundurowania żołnierzy regimentu wykonane przez Bronisława Gembarzewskiego na podstawie obrazów z ówczesnej epoki:
- szef regimentu z ok. 1740[b]: czapka żółta, kontusz pąsowy, Żupan i wyłogi żółte, galony srebrne. Szarfa srebrna przerabiana karmazynem, buty czarne[18]
- sztabsoficer konno 1732 roku: kapelusz czarny ze srebrnym galonem, kokarda na kapeluszu biała. Rajtrok pąsowy, kołnierz i wyłogi żółte, galony srebrne. Czaprak z pąsowym lampasem i srebrnymi galonami[18]
- gemajn: na kapeluszu taśmy białe, kokarda biało-czerwona, halsztuk pąsowy. Rajtrok pąsowy, kamizela i spodnie żółte. Lederwerki łosiowe. Tasak w mosiężnej oprawie. Pochwa czarna[18]

Według specyfikacji umundurowania na 1781-1782:
- dobosz: kapelusz czarny, galon srebrny, halsztuk i wyłogi pąsowe, suknia żółta, podszewka, kamizela i spodnie białe taśmy srebrne, guziki białe. Obręcze bębna pąsowe, kanty białe, bęben mosiężny[19].
- gemajn: kołnierz, wyłogi i spodnie zielone, guziki białe[19].
- podoficer: kapelusz czarny ze srebrnymi galonami. Suknia kraprotowa (pąsowa), wyłogi zielone, podszewka biała, kamizela i spodnie białe, guziki białe. Oprawa tasaka mosiężna. Lederwerk biały, patrontasz czarny. Rękawice pąsowe[19].

W roku 1789  zmieniono poważnie krój i kolor mundurów piechoty. Składał on się z kurtki zimowej koloru granatowego z wyłogami papużastymi, naramiennikami srebrnymi, Lejbika białego ze stojącym kołnierzem, w lecie koletu sukiennego w kolorze białym z wykładkami podobnymi do wyłogów, zapinanego na guziki białe od dołu do góry, długich białych spodni wkładanych do butów kroju węgierskiego, wysokich do kolan i wyciętych z tyłu, a wreszcie z kołpaka okrągłego filcowego, wysokiego na około 30 cm, z sukiennym wierzchem pąsowym, daszkiem i blachą mosiężną z orłem. Żołnierze nosili poza tym halsztuki i naramiennik z czarnej szmelcowanej blachy z nicianym kutasem, jako strój zaś koszarowy — kitle i furażerki. Mundury były o wiele wygodniejsze i pozwalały na większą swobodę ruchów. Strój oficerów różnił się barankowym czarnym obszyciem czapek i galonami. Roczny koszt umundurowania piechura (wraz z przymunderunkiem) wynosił 111 zł.
Podczas insurekcji kościuszkowskiej żołnierze regimentu nosili: wyłogi pąsowe, guziki złote, lampasy żółte.

## Żołnierze regimentu
Regimentem dowodził zazwyczaj pułkownik. Stanowisko szefa regimentu, związane z wielkimi poborami, było najczęściej uważane za synekurę. Szefowie posiadali prawo fortragowania (przedstawiania do awansu) oficerów. Do 1789 roku w sztabie służyło dziesięciu oficerów. Byli to: szef regimentu, pułkownik, podpułkownik, major (do marca 1778 było dwóch majorów), regimentskwatermistrz, adiutant, audytor i regimentsfelczer. Szefa i pułkownika w dowodzeniu kompaniami zastępowali kapitanowie sztabowi. W kompaniach do 1790 roku było dwóch kapitanów, sześciu poruczników i sześciu chorążych. Zatem w regimencie znajdowało się 24 oficerów wyłączając kapelana.

W 1790 roku pojawił się  drugi major, trzeci kapitan z kompanią, trzeci kapitan sztabowy, siódmy i ósmy porucznik, siódmy i ósmy chorąży oraz ośmiu podporuczników i drugi adiutant. Podniosło to liczbę oficerów do 40 osób.
Pierwszym szefem regimentu został hetman Jan Klemens Branicki. Po kilku latach zastąpił go wojewoda lubelski Adam Tarło. Poza tym szefami regimentu byli: książę Franciszek Sułkowski, od maja 1789 płk Jan F. Brodowski i od sierpnia 1792 z nadania konfederacji targowickiej gen. Kajetan Miączyński. Szefostwo Miączyńskiego jest jednak dość niepewne, gdyż w świetle dostępnych źródeł w lutym 1793 r. fortragi od regimentu jako szef podpisywał gen. mjr J. F. Brodowski. Jeśli nawet zastąpił Brodowskiego, to nominacja jego była nieformalna. W lipcu 1793 roku zmienił go, tym razem już formalnie, Stanisław Ożarowski - syn hetmana, który pozostał na tym stanowisku do wybuchu powstania kościuszkowskiego.
Szefowie regimentu
- Jan Klemens Branicki (1726),
- gen. lejtn. Tarło (wojewoda lubelski) (1729),
- gen. mjr Antoni Kossowski (podskarbi nadworny),
- książę Franciszek Sułkowski (inspektor infanterii) (1 września 1775),
- Jan Fryderyk Brodowski (11 maja 1789–1793)[23]
- htm. Stanisław Ożarowski (1793–1794)

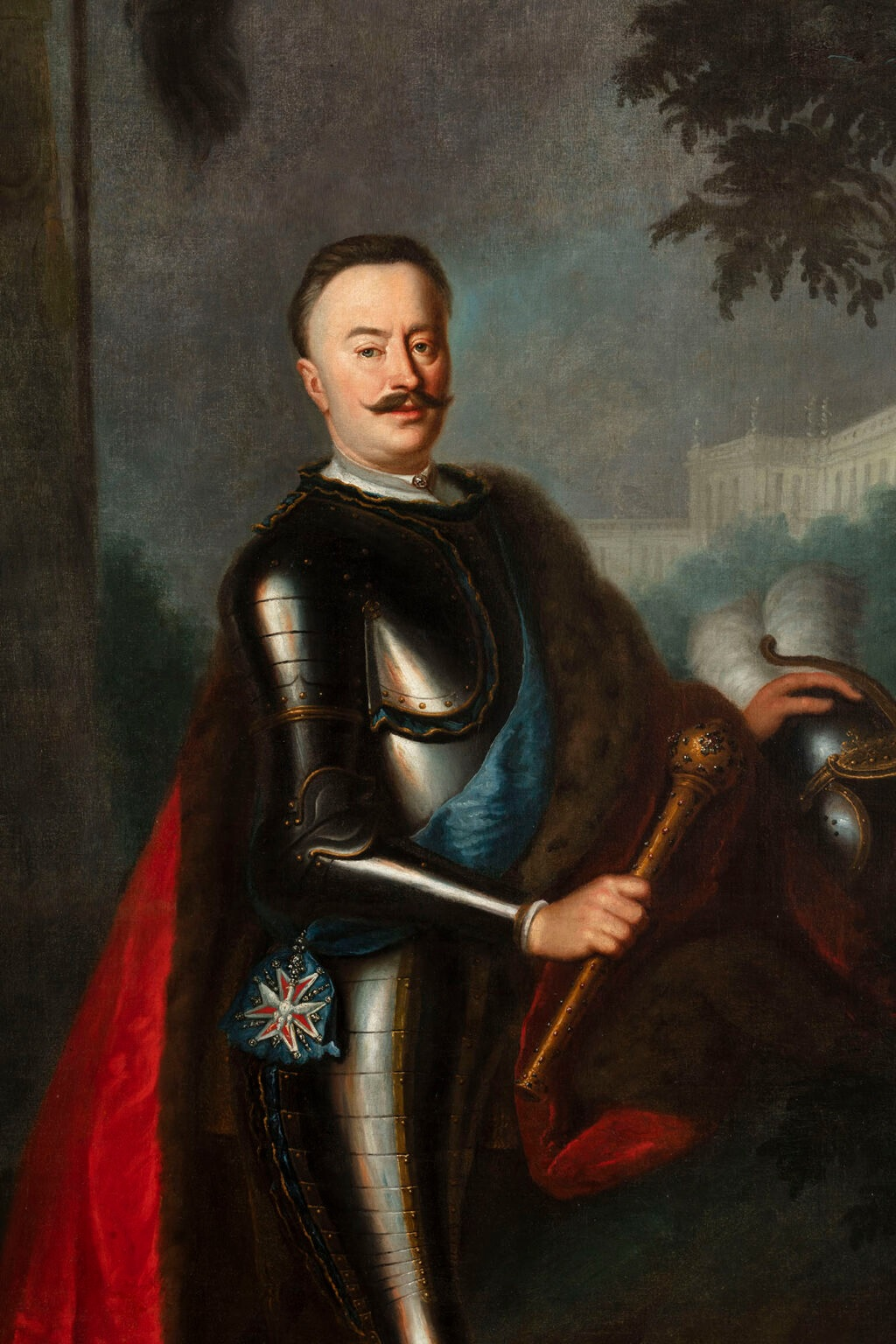
Jan Branicki
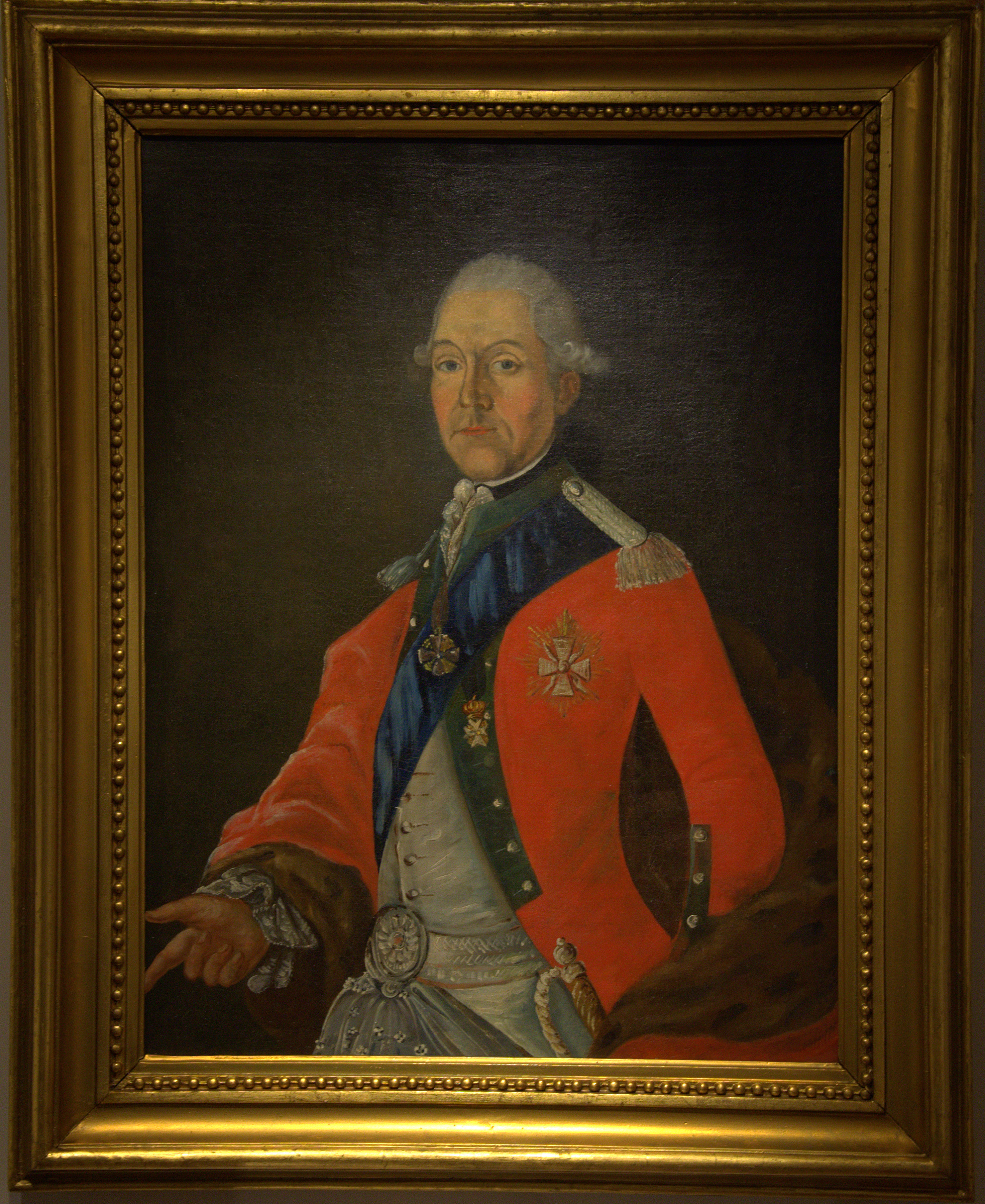
Franciszek Sułkowski

Pułkownicy
- Jan Rosen (1764),
- Łuba (1764),
- Wojciech Dąbkowski (1776),
- Józef Jankowski (do 1778),
- Józef Laskowski (do 1781),
- Jan Gotfried des Suessmilch (1786),
- Jan Fryderyk Brodowski (1787 do 12 maja 1789),
- Maciej Szyrer (1789),
- M. Zawisza (1793).

## Walki regimentu
6 Regiment Pieszy Łanowy uczestniczył w 1792 w wojnie polsko-rosyjskiej w obronie Konstytucji 3 Maja i Powstaniu kościuszkowskim.
Bitwy i potyczki
- bitwa pod Zieleńcami (17 czerwca 1792),
- Opalin (13 lipca),
- bitwa pod Racławicami (4 kwietnia 1794),
- bitwa pod Szczekocinami (6 czerwca),
- Obrona Pragi (4 listopada).

## Hierarchia regimentu
Według pierwszego etatu w hierarchii regimentów piechoty zajął automatycznie ostatnią, szóstą pozycję. W latach 1790—1791, kiedy dwukrotnie zmieniono mu numer, najpierw na 9, później na 7. Już w styczniu 1792 roku powrócono do starego numeru 6, który to regiment utrzymał do końca istnienia.
Schemat
- gwardia łanowa (1729-) → regiment pieszy łanowy (-1789) → regiment 6 łanowy (1789-1790) → regiment 9 łanowy (1790) → regiment 8 łanowy (1792) → od 1792 regiment 6 łanowy ↘ rozformowany w 1795